# 商务旅游

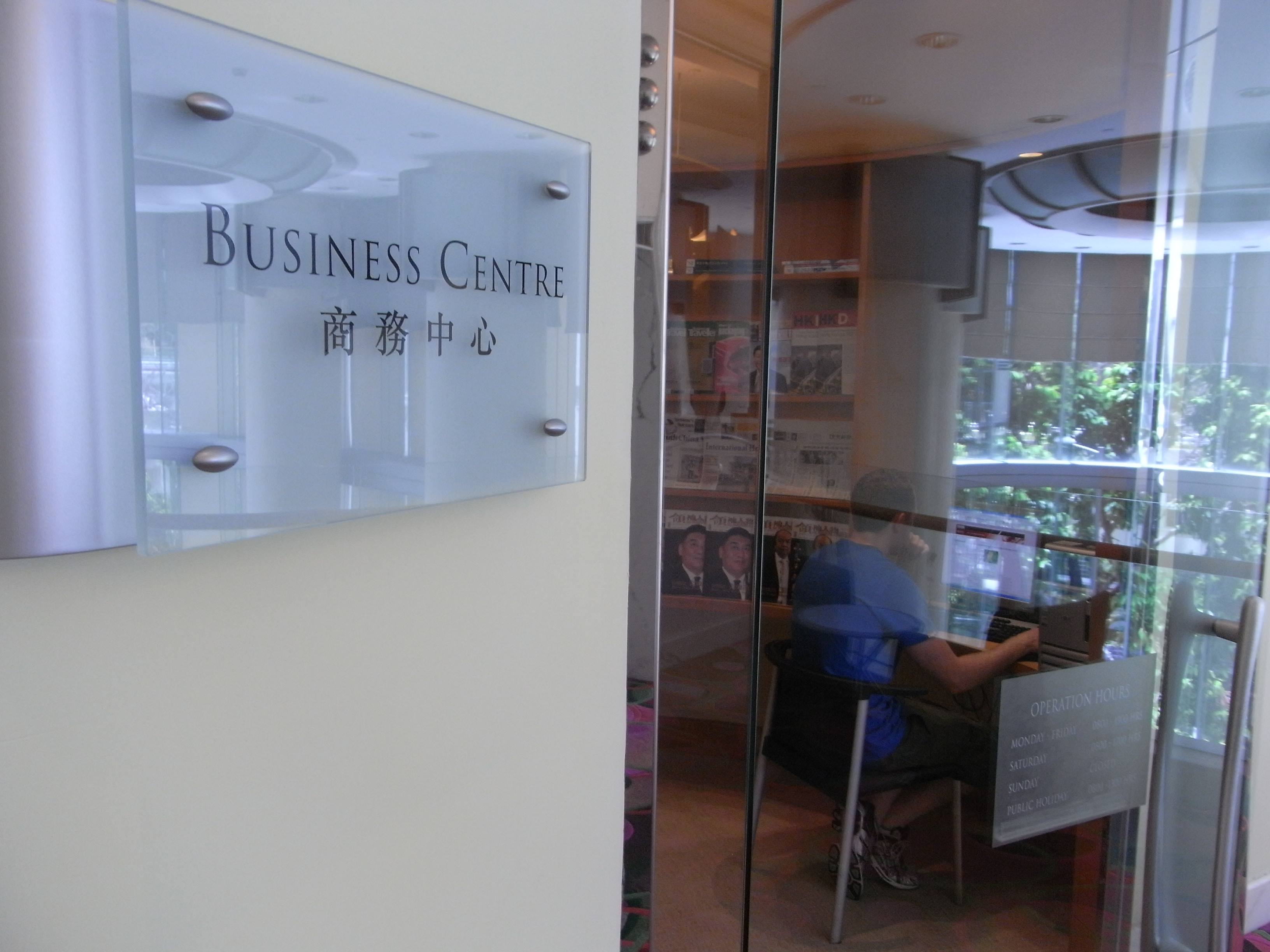
商務飯店附設的商務中心提供辦公室的設備給商务旅游人士

參數所指定的目標頁面不存在，建議更正成存在頁面或直接建立下列一個頁面（建立前請先搜尋是否有合適的存在頁面可以取代）：
- 公幹

商务旅行 （英語：Business travel）又稱 公幹、出差等，是旅游行业中细分出来的一个概念。 主要涉及到交通，迁移，住宿，体育赛事，文化或者饮食活动和饭店行业的宴会。工作期间的程序是很明确的和会议室、商務中心的安排联系在一起的，比如一些必备设施：纸张，投影仪，屏幕，互联网接口，视频会议ppmeet等。
商务旅行是一个接待城市很重要的一个指标。相对于平均一天165位游客的话，它的预算是一天260位〔欧洲数据〕。
食宿消费通常是由企业或者别的单位公費支付，那么，个人游客则可以在购物和消遣上花费更多的钱。

## 相關
- 旅遊保險
- 視像會議
- 展覽會
- 全球化
- 出口、入口貿易
- 跨國公司